# Фірасс Дірані
Фірасс Дірані (англ. Firass Dirani, нар. 29 квітня 1984, Сідней, Австралія) — австралійський актор кіно та телебачення.

## Ранні роки
Дірані народився в Сіднеї в 1984 році і має ліванське походження.
Він навчався в гімназії Святого Павла, яку закінчив у 2014 році. 

## Кар'єра
Фірасс продовжив свою акторську кар'єру в Голлівуді, перш ніж отримати роль Джона Ібрагіма в «Underbelly: The Golden Mile».
У квітні 2010 року Дірані було названо за версією журналу «Клео» Холостяком року.
У 2020 році було оголошено, що Дірані братиме участь у реаліті-програмі Seven Network SAS Australia.
У 2023 році Дірані взяв участь у фільмі «Офіс Австралії», але проєкт так і не було випущено.

## Фільмографія

### Фільми
| Рік  | Назва                       | Роль            | Примітки               |
| ---- | --------------------------- | --------------- | ---------------------- |
| 2000 | Чорна діра                  | Алі             | повнометражний фільм   |
| 2000 | Lost                        | Джон            | короткометражний фільм |
| 2001 | My Husband, My Killer       | Бутч            | телевізійний фільм     |
| 2002 | Change                      | Джо Чендж       | короткометражний фільм |
| 2005 | Small Claims: White Wedding | Доставщик піци  | телевізійний фільм     |
| 2006 | The Silence                 | Ентоні Вассаліо | телевізійний фільм     |
| 2006 | Піхотинець                  | Лідер Аль-Каїди | повнометражний фільм   |
| 2008 | The Black Balloon           | Рассел          | повнометражний фільм   |
| 2008 | Crooked Business            | Стіві           | повнометражний фільм   |
| 2009 | The Combination             | Чарлі           | повнометражний фільм   |
| 2011 | Професіонал                 | Баккейт         | повнометражний фільм   |
| 2012 | Last Dance                  | Садіх Моххамед  | повнометражний фільм   |
| 2012 | In the Clear                | Бруклін Томсон  | короткометражний фільм |
| 2013 | Taser                       | Едді            | короткометражний фільм |
| 2016 | З міркувань совісті         | Віто Рінеллі    | повнометражний фільм   |
| 2016 | Дитя Осіріса                | Кларенс Кармел  | повнометражний фільм   |
| 2017 | Bang! Bang!                 | Фелікс Хаск     | короткометражний фільм |
| 2019 | Escape and Evasion          | Велші           | повнометражний фільм   |

### Телесеріали
| Рік     | Назва                            | Роль                                     | Примітки                  |
| ------- | -------------------------------- | ---------------------------------------- | ------------------------- |
| 1998    | Children's Hospital              | Марк                                     | 1 епізод                  |
| 2000    | The Potato Factory               | Девід Соломан                            | 4 епізоди                 |
| 2002    | White Collar Blue                | Нік                                      | 1 епізод                  |
| 2003    | All Saints                       | Джо                                      | 1 епізод                  |
| 2006    | Могутні рейнджери: Містична сила | Нік Рассел (червоний містичний рейнджер) | 32 епізоди (головна роль) |
| 2007    | Kick                             | Амен Салім                               | 13 епізодів               |
| 2007    | East West 101                    | Талаї                                    | 1 епізод                  |
| 2010    | Underbelly                       | Джон Ібрагім                             | 13 епізодів               |
| 2012    | The Straits                      | Гаррі Монтебелло                         | 10 епізодів               |
| 2012–17 | House Husbands                   | Джастін                                  | 58 епізодів               |
| 2018    | Sando                            | Кевін Кенан                              | 4 епізоди                 |
| 2018    | Mr Inbetween                     | Дарвос                                   | 2 епізоди                 |
| 2018    | Orange Is the New Brown          | Зейн                                     | 4 епізоди                 |
| 2019    | The Real Dirty Dancing           | зіграв сам себе                          | телевізійний серіал       |
| 2020    | SAS Australia: Who Dares Wins    | зіграв сам себе                          | 10 епізодів               |

### Театр
- Сіднейський бал мрій (2003) - повітряний акробат
- Оповідання - (2003)
- Сон літньої ночі (2003) - Puck
- Kid Stakes/Other Times (2003)
- Буря (2004) - Калібан